# Victoria (Chile)
Victoria – miasto w Chile, położone w północnej części regionu Araukania.

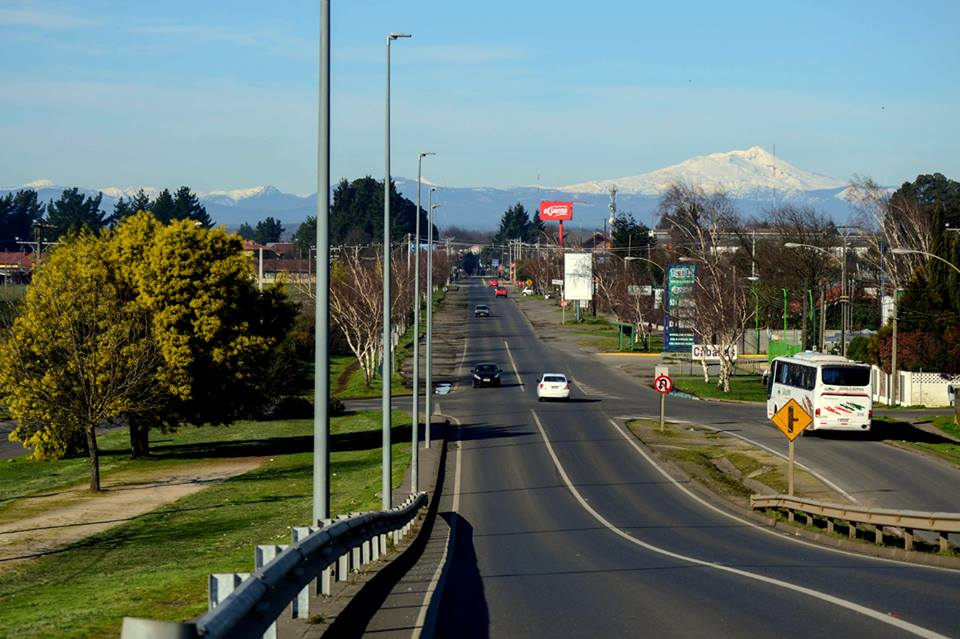
Droga Panamerykańska-Victoria

## Opis
Miejscowość została założona w 1881 roku. W mieście znajduje się krajowy port lotniczy. Przez miasto przebiega Droga Panamerykańska R5, R86, R181 i linia kolejowa.

## Demografia
Źródło.